# Ingersheim (Haut-Rhin)
Ingersheim ist eine französische Gemeinde mit 4743 Einwohnern (Stand 1. Januar 2022) im Département Haut-Rhin in der Region Grand Est (bis 2015 Elsass).

## Geographie
Die Gemeinde Ingersheim liegt fünf Kilometer nordwestlich der Innenstadt Colmars. Auf 215 m führt eine Brücke über die Fecht, der Hügel Florimont, eine sehr gute Weinlage (Grand Cru), ist 308 m hoch. Der Ort liegt an der Elsässer Weinstraße.

## Geschichte
Gräberfunde weisen auf eine etwa 5000 Jahre zurückliegende Besiedlung hin. Die Römer haben den Weinbau hier eingeführt, Im 7. Jahrhundert wurde das heutige Ingersheim als Annghisheim erstmals schriftlich erwähnt. Im Mittelalter gehörte der Ort zum Einflussbereich der Habsburger. Im 16. Jahrhundert hatte Lazarus von Schwendi die Pfandherrschaft über den Ort. Im Zuge des Westfälischen Friedens kam der Ort 1648 an Frankreich und war bis zur Französischen Revolution eng mit Colmar verbunden.
Von 1871 bis zum Ende des Ersten Weltkrieges gehörte Ingersheim als Teil des Reichslandes Elsaß-Lothringen zum Deutschen Reich und war dem Kreis Rappoltsweiler im Bezirk Oberelsaß zugeordnet.
| Jahr      | 1910 | 1962 | 1968 | 1975 | 1982 | 1990 | 1999 | 2007 | 2017 |
| Einwohner | 2686 | 3006 | 3636 | 4466 | 4271 | 4063 | 4170 | 4583 | 4678 |

## Gemeindepartnerschaften
Seit 1999 pflegt Ingersheim eine Gemeindepartnerschaft mit der deutschen Gemeinde Ingersheim im Landkreis Ludwigsburg (Baden-Württemberg). Außerdem ist die Gemeinde Mitglied im Lazarus-von-Schwendi-Städtebund.

## Persönlichkeiten
- Camille Andrès (1864–1904), Organist und Komponist

## Nachweise
1. 1 2  Gemeindeverzeichnis Deutschland 1900 – Kreis Rappoltsweiler (Memento des Originals vom 27. August 2017 im Internet Archive)  Info: Der Archivlink wurde automatisch eingesetzt und noch nicht geprüft. Bitte prüfe Original- und Archivlink gemäß Anleitung und entferne dann diesen Hinweis.